# Provincetown Players

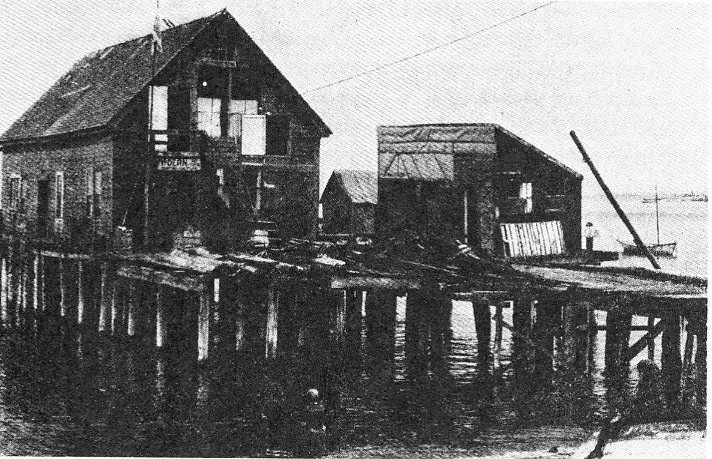
Lewis Wharf, prima casa dei Provincetown Players nel 1915

Provincetown Players era un gruppo di artisti, scrittori, intellettuali e attori. I loro leaders furono George Cram "Jig" Cook e Susan Glaspell dell'Iowa, grazie ai quali gli artisti realizzarono due stagioni a Provincetown (Massachusetts nel (1915 e 1916) e sei stagioni a New York, tra il 1916 e il 1922. L'attività della compagnia è stata considerata "il momento innovativo più importante nel teatro americano". Le sue produzioni hanno avuto il merito di lanciare le carriere di Eugene O'Neill e Susan Glaspell e hanno inaugurato il teatro americano nell'era moderna.
Il loro motto era "dare ai drammaturghi americani la possibilità di elaborare le loro idee in libertà".
La seconda stagione ha introdotto Eugene O'Neill e la sua commedia Bound East for Cardiff, nonché Trifles di Susan Glaspell.
Tra le altre opere di O'Neill lanciate dai Provincetown Playerssi ricordano I drammi marini, Tutti i figli di Dio hanno le ali, Desiderio sotto gli olmi.
Oltre a lanciare creativi statunitensi come Paul Green e Theodore Dreiser i Privincentown influenzarono ogni aspetto della tecnica teatrale, dalla regia alla recitazione: tra gli esempi più significativi si possono menzionare The Emperor Jones di O'Neill oltre a In Abraham's Bosom di Grenn.
Nel settembre 1916 i Provincetown Players si trasferirono a New York, dove sorse una questione, dato che il gruppo era nato come sperimentale e non a fini commerciali. Ma dopo la loro prima stagione newyorkese alcuni artisti espressero il desiderio di diventare professionisti e alla fine decisero di aprire i loro spettacoli anche alla visione della critica teatrale.

## Opere
- Bound East for Cardiff, di Eugene O'Neill;
- Trifles, di Susan Glaspell;
- I drammi marini, di Eugene O'Neill;
- Tutti i figli di Dio hanno le ali, di Eugene O'Neill;
- Desiderio sotto gli olmi, di Eugene O'Neill;
- The Emperor Jones, di Eugene O'Neill;
- In Abraham's Bosom, di George Grenn.

## Galleria d'immagini

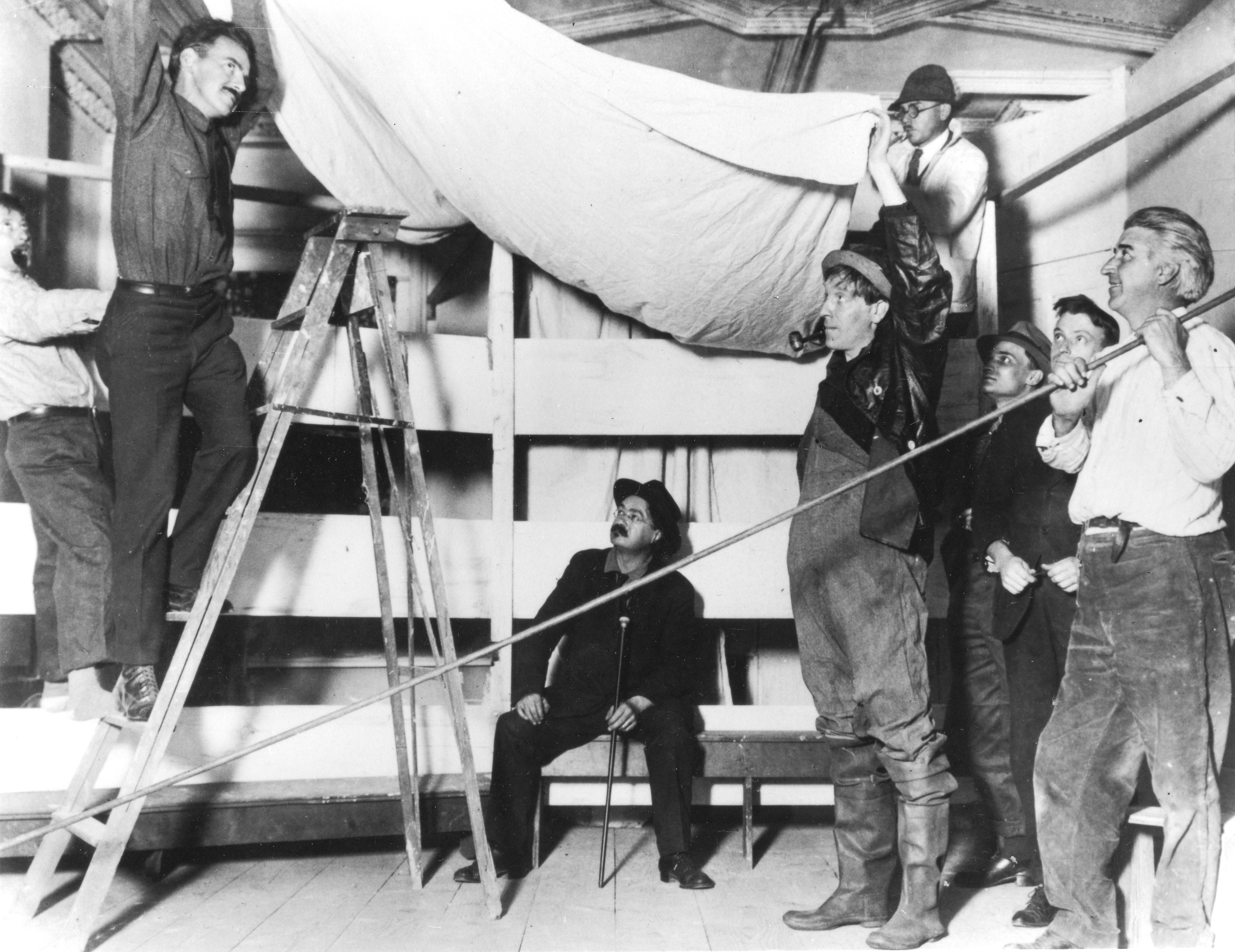
Allestimento del palco per Bound East per Cardiff, autunno 1916. La foto mostra O'Neill sulla scala, Cook all'estrema destra.
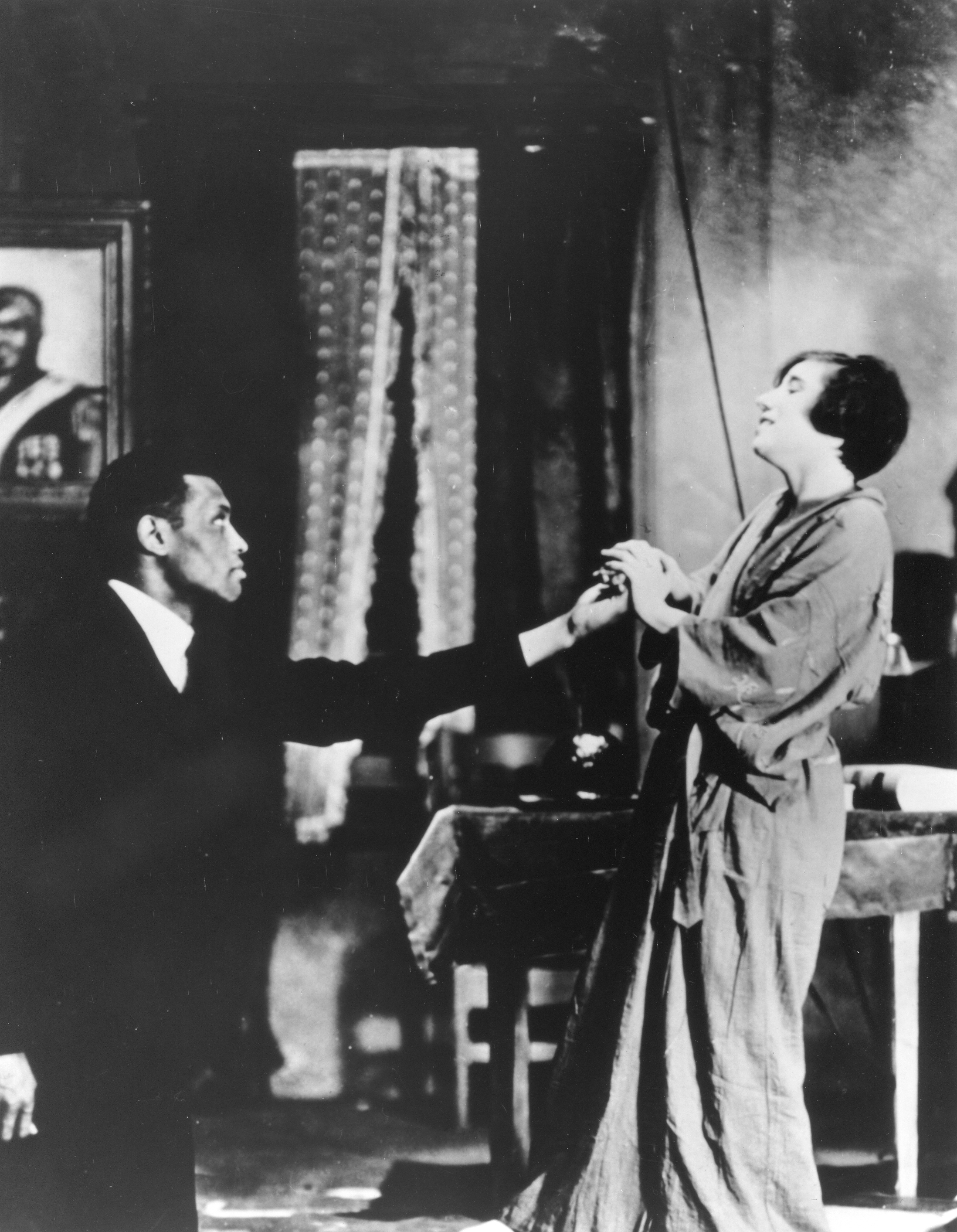
Scena di All God's Chillun Got Wings in cui Paul Robeson ha baciato la mano di Mary Blair, attirando l'interesse nazionale.
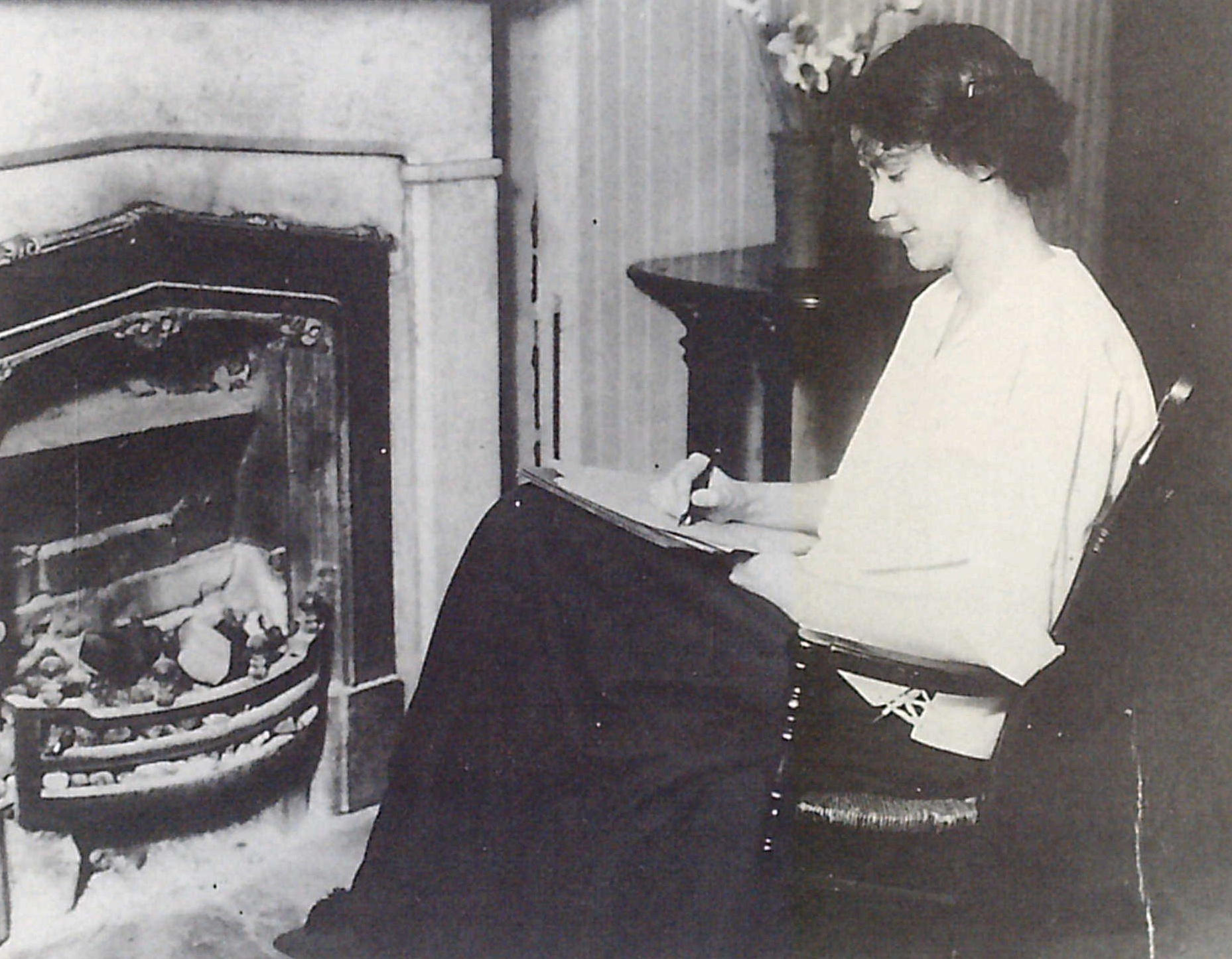
Susan Glaspell, drammaturga e una delle fondatrici dei Provincetown Players.